# Музей агоры (Афины)
Музей афинской агоры (греч. Μουσείο Αρχαίας Αγοράς) — археологический музей, расположенный на территории участка Афинской агоры в воссозданной в середине XX века стое Аттала (памятник середины II века до н. э.).

## Общая информация
Характерной особенностью музея является то, что большинство его экспонатов тесно связаны с афинской демократией, поскольку Агора служила центром общественной жизни Древних Афин.
Руины стои Аттала были обнаружены в ходе раскопок, проведённых Афинским археологическим обществом в период между 1859 и 1902 годами. В 1953—56 годах Рокфеллеры профинансировали реконструкцию стоа Американской школой классических исследований в Афинах (ASCSA) в предполагаемом изначальном виде — специально для того, чтобы в её помещении разместить экспозицию по истории древнейшей демократии.
В 1957 году греческое государство взяло на себя ответственность за управление и обеспечение безопасности в музее, а также за дальнейшие археологические раскопки.

## Основная экспозиция
Фонды собрания Археологического музея Афинской агоры содержат:
- находки в колодцах, месторождениях, захоронениях, мастерских и святилищах 4-го тысячелетия до н. э.—VII века до н. э.
- глиняные, бронзовые, костяные или из слоновой кости, стеклянные объекты VI—III веков до н. э.
- скульптура VI—III веков до н. э.
- монеты от VI века до н. э. до 1831 года
- древнегреческая керамика VI века до н. э.
- надписи, датированные V—II веками до н. э.
- предметы, связанные с общественной жизнью в Афинах, в частности остраконы V—II века до н. э.
- глиняные лампы XI—VII веков до н. э.
- объекты, найденные в глубоком колодце, датированные X—I веками до н. э.
- керамика византийского периода и турецкой оккупации — X—XII веков и XVII века
- коллекция амфор VI века до н. э. — византийского периода
- скульптура из перистиля Стои Аттала V—III веков до н. э.
- скульптура и архитектурные элементы Верхней Стои.